# Tarzan and the Golden Lion
Tarzan and the Golden Lion (Brasil: Tarzan e o Leão de Ouro ) é um filme norte-americano de 1927, do gênero aventura, dirigido por J. P. McGowan e estrelado por James Pierce e Frederick Peters.

## A produção
Depois do seriado The Adventures of Tarzan (1921), os fãs tiveram de esperar até 1927 para ver de novo nas telas o rei das selvas.  Este foi o maior intervalo entre duas aventuras de toda a série de Tarzan.
Tarzan and the Golden Lion é o último longa-metragem (não seriado) mudo do Homem Macaco e o mais fiel ao livro em que se baseia. O romance homônimo foi vendido por Edgar Rice Burroughs a Edwin C. King, o chefe de produção da Film Booking Offices (FBO), que mais tarde se tornaria a RKO. O presidente da FBO era Joseph P. Kennedy, pai de John Kennedy.
A produção começou em agosto no Vale de São Fernando. Para viver o herói, foi chamado James H. Pierce, de vinte e sete anos, atleta e treinador de futebol americano, uma escolha pessoal de Burroughs. Pierce ia atuar no clássico Wings, na Paramount, mas foi convencido pela FBO, que lhe assegurou que sua carreira deslancharia depois que desfilasse de tanga nas telas, com todo o mulherio olhando para ele. Pierce recebeu apenas setenta e cinco dólares por semana, mas teve outra recompensa: durante as filmagens ele e Joan, filha de Burroughs, iniciaram um namoro que resultou em casamento no ano seguinte (e que durou até a morte dela em 1972). Após completar o filme, a Paramount acabou por lhe dar um pequeno papel—não creditado—em Wings.
Burroughs sempre considerou Pierce o Tarzan perfeito, tanto que o chamou para interpretar o Homem Macaco nos trezentos e sessenta e quatro episódios de quinze minutos cada que ele produziu para o rádio a partir de 1932. Mas o ator ficou marcado pelo personagem e teve de retornar à rotina de treinador em colégios. Ele ainda participou de muitos filmes, em pequenos papéis pelos quais geralmente não recebia créditos, o último deles tendo sido Cattle Queen (1951), um dos vários faroestes inexpressivos que contaram com sua presença.

## Sinopse
O pérfido comerciante Esteban Miranda, junto com seus capangas, invade a propriedade de Tarzan e rapta Ruth, noiva de seu administrador Jack Bradley e sobrinha de Jane. O bando segue para a misteriosa "Cidade dos Diamantes", onde existiria uma incalculável riqueza em pedras preciosas. Tarzan segue seus rastros, junto com Jad-Bal-Ja, um leão amigo. Enquanto isso, Ruth é capturada pelo sacerdote do Palácio de Diamantes para ser sacrificada a Numa, o deus-leão. Tarzan salva Ruth, mata Numa e é aclamado o novo deus. A essa altura, Esteban já foi morto por Jad-Bal-Ja.

## Recepção crítica
Tarzan and the Golden Lion estreou em fevereiro de 1927 e foi um grande sucesso de público. A crítica, entretanto, não se entusiasmou tanto. Segundo o Photoplay Magazine, o filme "ganha o troféu Palito de Dentes de pior produção do mês. Os Tarzans anteriores eram divertidos, mas este é tão cheio de improbabilidades que se torna ridículo". The Motion Picture Exibitor foi mais comedido: "lucrativo, ainda que exagerado, uma pouco excitante adição à série". Para o Daily News,  "muito improvável; mas com uma nova ordem de emoções e atmosfera que devem mostrar-se distintamente atraentes".

## Elenco
| Ator/Atriz       | Personagem      |
| ---------------- | --------------- |
| James Pierce     | Tarzan          |
| Frederick Peters | Esteban Miranda |
| Edna Murphy      | Ruth Porter     |
| Harold Goodwin   | Jack Bradley    |
| Dorothy Dunbar   | Jane            |
| D'Arcy Corrigan  | Weesimbo        |
| Boris Karloff    | Owaza           |
| Robert Bolder    | John Peebles    |